# Színészpók
A színészpók (Salticus scenicus) a pókszabásúak (Arachnida) osztályának a pókok (Araneae) rendjébe, ezen belül az ugrópókfélék (Salticidae) családjába tartozó faj.
A Salticus póknem típusfaja.

## Előfordulása
A színészpók az északi félteke egész területén elterjedt, gyakran nagy számban megtalálható.

## Megjelenése
A nőstény hossza 6 milliméter, a hímé 5 milliméter. A pók könnyen felismerhető a fekete potrohán keresztben futó széles fehér csíkokról. A zsákmányát a pók erős elülső lábaival tartja meg. A tapogató lábak (palpuszok) a hímnél a párosodást segítik, a hímivarsejtek átadására szolgálnak. A színészpók csáprágóival ragadja meg zsákmányát és mérget fecskendez a sebbe. Feltűnően nagy szemével 360 fokos szögben látja környezetét.

## Életmódja
A színészpók magányosan él és a meleget kedveli. Tápláléka kis rovarok, például legyek, szúnyogok, hangyák és bogarak. Fogságban 2-3 évig él, élettartama a szabad természetben nem ismert. A nőstény hosszabb életű, mint a hím.

## Szaporodása
A párzási időszak az év legmelegebb hónapjaiban van. A nőstény évente egyszer párzik.

## Képek

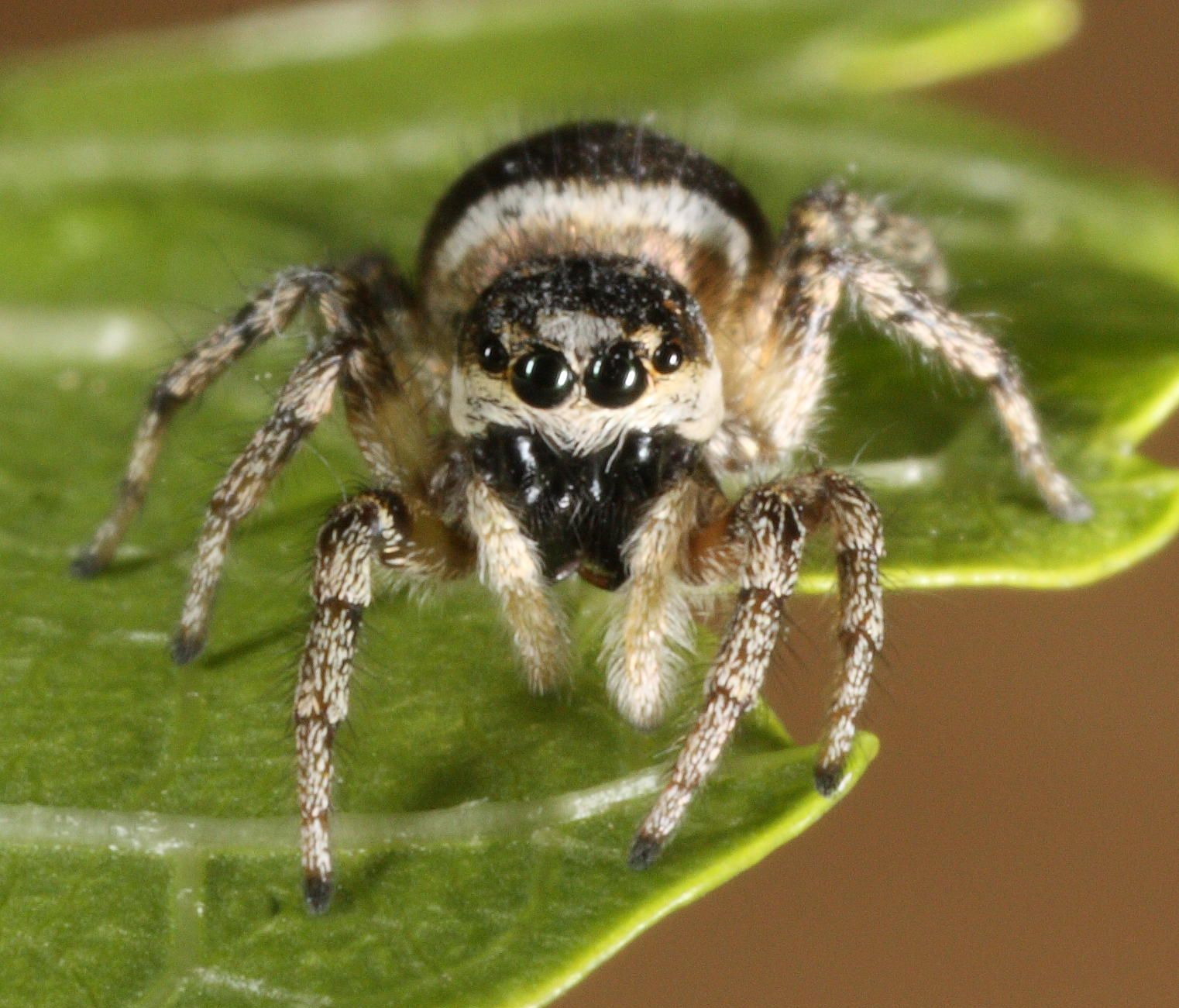
Nőstény
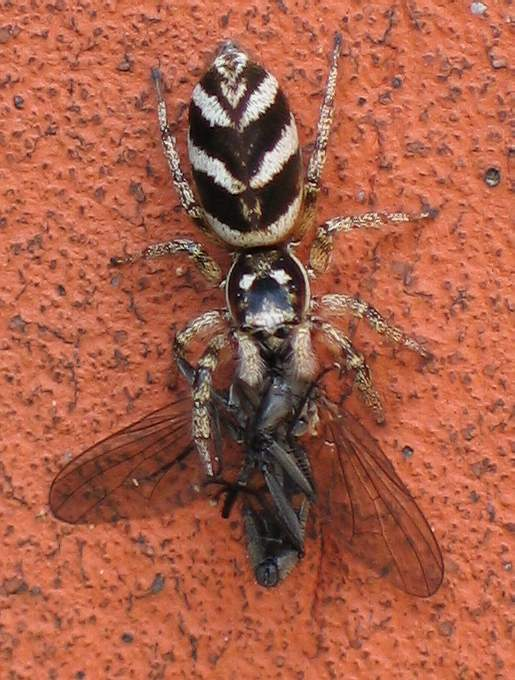
Egy sikeres vadászat
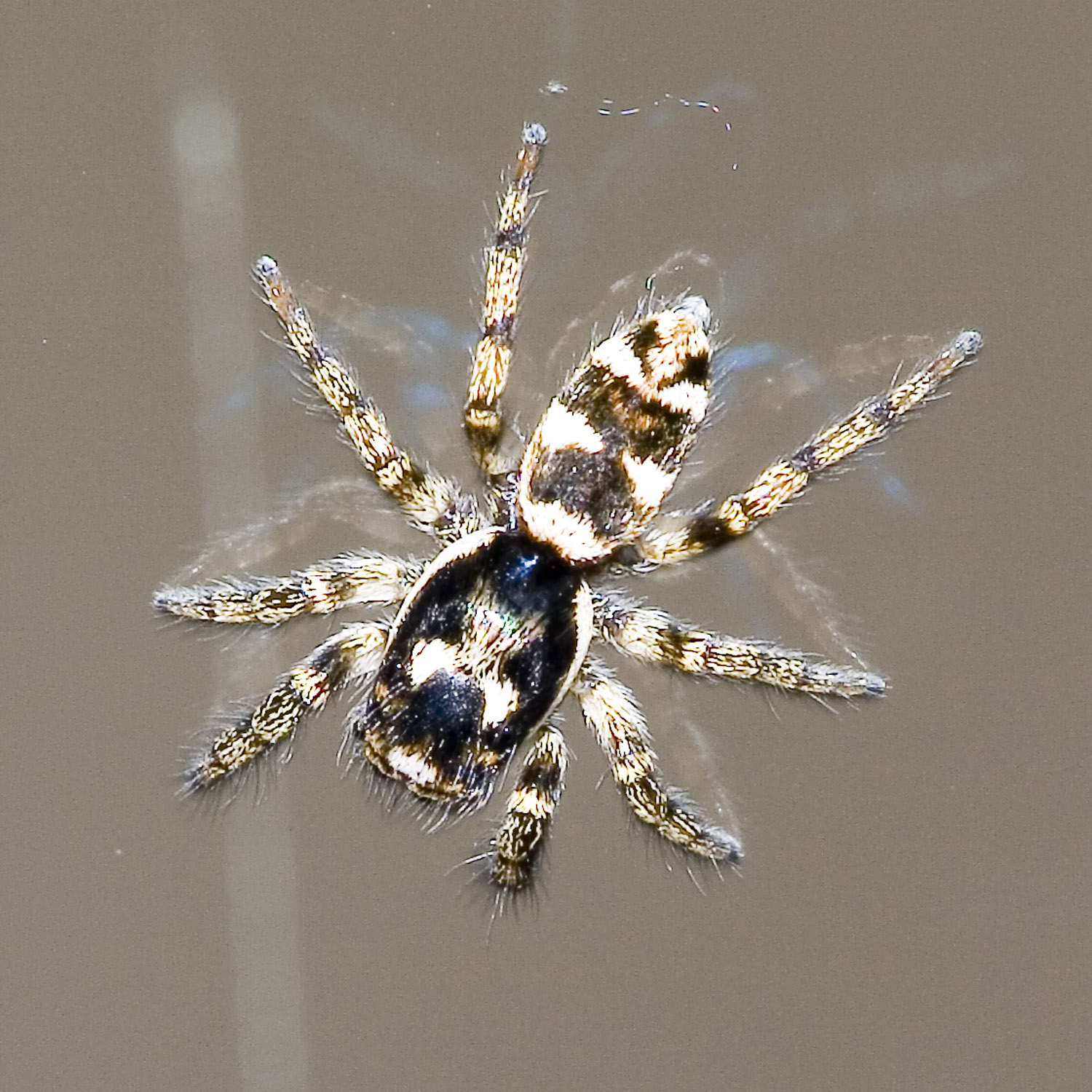
A színészpók fentről nézve